# 亮視點

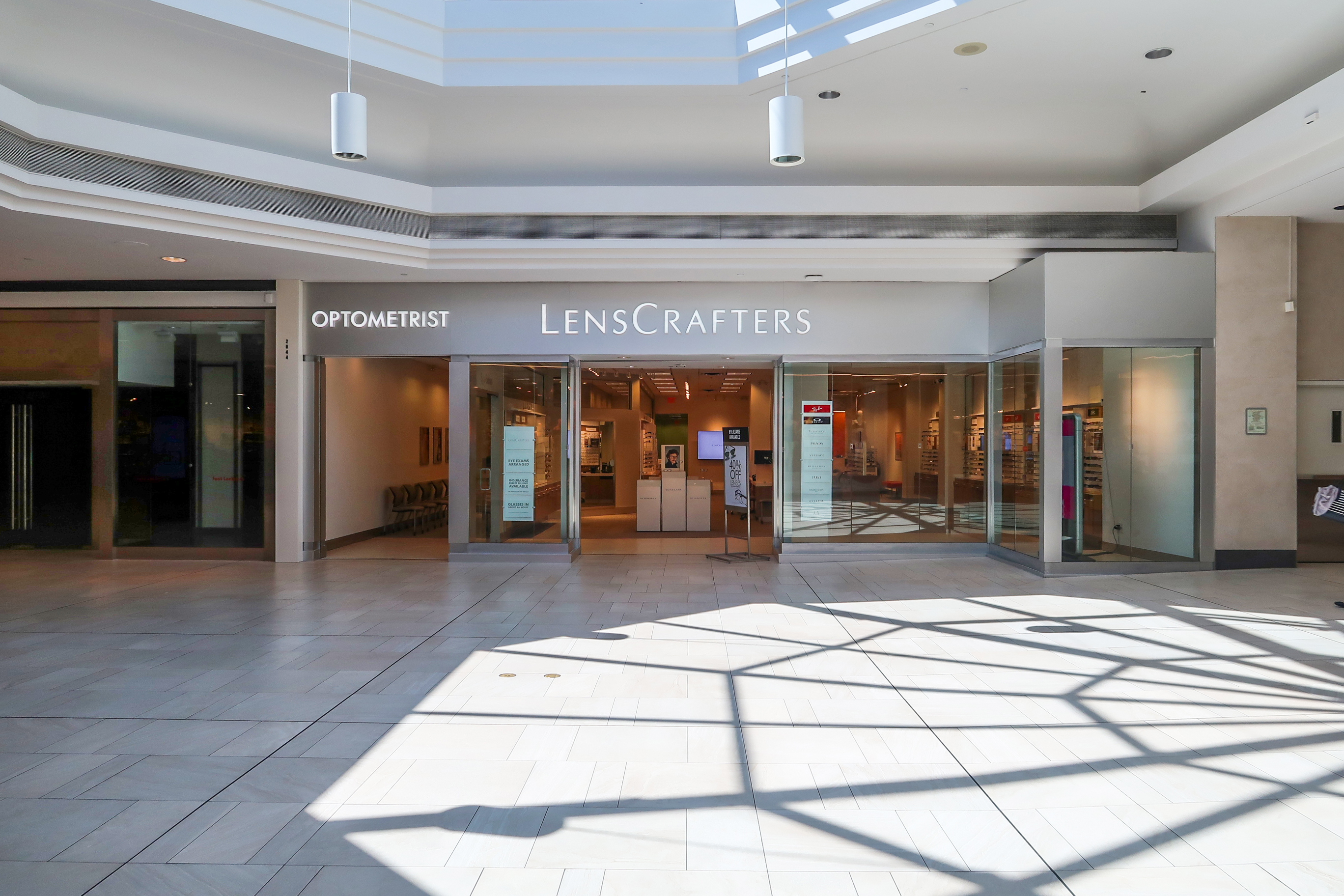
位於加拿大溫哥華列治文CF Richmond Centre的「亮視點」分店

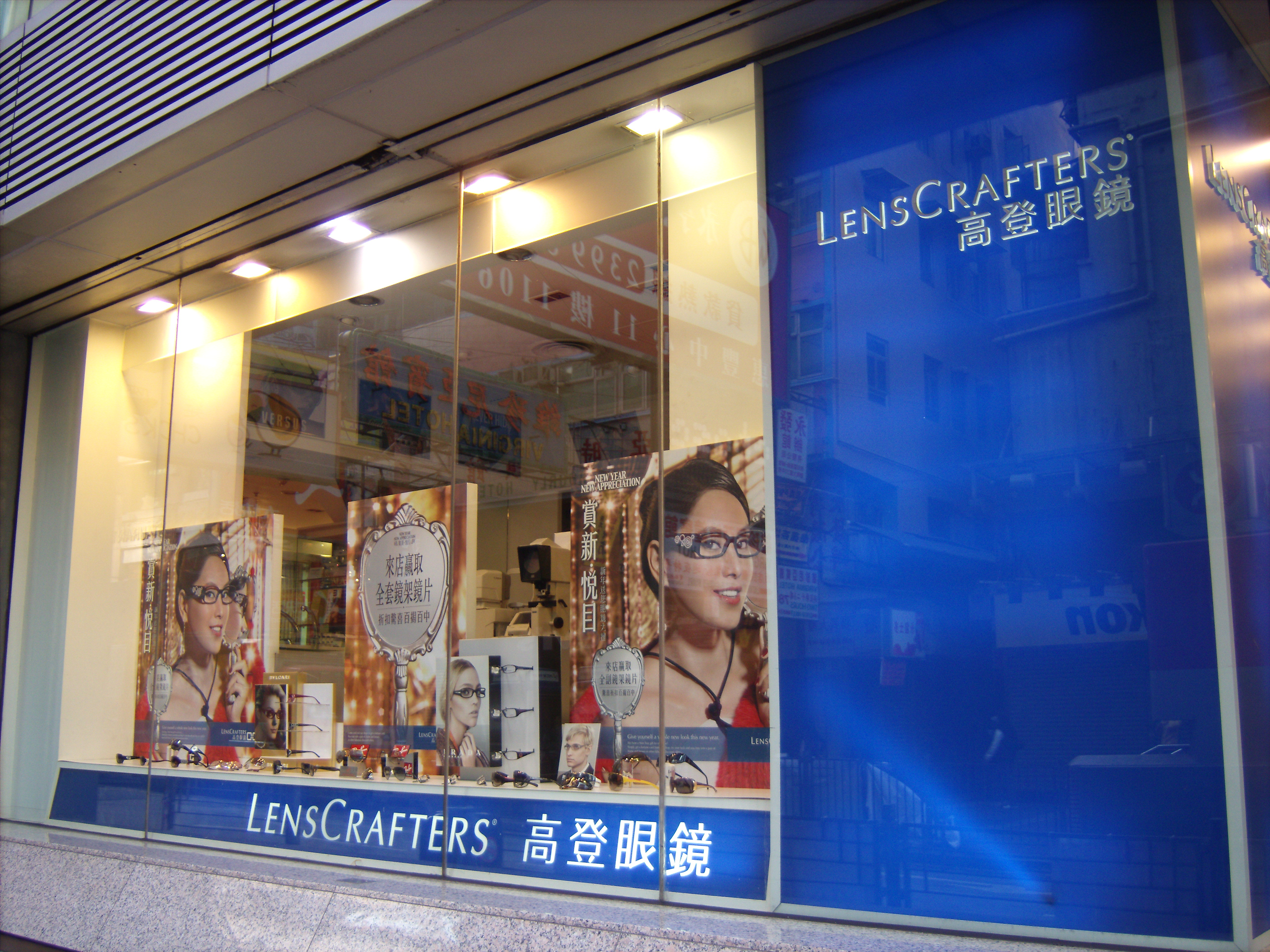
位於香港旺角惠豐中心的「LensCrafters高登眼鏡」分店

亮視點（前稱高登眼鏡，而英文名為LensCrafters）為北美最大眼鏡零售連鎖店。
LensCrafters在1983年創立，在加拿大、美國等已超過850家連鎖店；零售店通常是獨立的及熟悉的快速倉庫內的周轉，准予顧客走進去，選擇眼鏡架，在取得單片眼鏡後，安排個別客戶在拜訪期間製造其眼鏡，並用了大約一小時等候時間內完成。公司總部接近美國俄亥俄州的辛辛那提市，後來由 Sunglass Hut International 獨得；但事實上，兩間公司均由以義大利人為首的羅薩奧蒂卡集團（Luxottica）全資擁有。該集團於1995年收購LensCrafters連鎖店。
在香港，Luxottica集團分別於2003年及2003年收購本地兩大眼鏡連鎖店 —— 藝視眼鏡及高登眼鏡。
- 高登眼鏡是香港其中一間歷史悠久的眼鏡零售連鎖店，於1971年創立。該公司亦是香港第一間為顧客提供免費電腦驗眼、眼鏡調校服務、一年免費保養及專業視光師諮詢服務的眼鏡連鎖店。

- 藝視眼鏡則由藝人苗僑偉、戚美珍及其哥哥在1987年在香港成立的。

2006年，Luxottica將高登眼鏡及藝視眼鏡合併，並重新命名為「LensCrafters 高登眼鏡」，正式將LensCrafters的名字帶入香港市場。
在中國大陸，Luxottica集團於2005年至2006年間收購內地眼鏡連鎖店，分別為北京雪亮、廣州明廊和上海現代光學，並陸續將這些連鎖店的品牌改為「LensCrafters 亮視點」。
2008年1月，香港的高登眼鏡連鎖店亦開始陸續更名為「亮視點」。

## 外部連結
- lenscrafters.com （页面存档备份，存于）
- lenscrafters.com.hk （页面存档备份，存于）
- LensCrafters Online Contact Lens Catalog